# Kasbach-Ohlenberg
Kasbach-Ohlenberg est une municipalité du Verbandsgemeinde Linz am Rhein, dans l'arrondissement de Neuwied, en Rhénanie-Palatinat, dans l'ouest de l'Allemagne.